# Villa de Don Fadrique (ort)
Villa de Don Fadrique är en ort i Spanien.   Den ligger i provinsen Toledo och regionen Kastilien-La Mancha, i den centrala delen av landet, 100 km söder om huvudstaden Madrid. Villa de Don Fadrique ligger 672 meter över havet och antalet invånare är 4 200.
Terrängen runt Villa de Don Fadrique är platt. Runt Villa de Don Fadrique är det ganska tätbefolkat, med 52 invånare per kvadratkilometer. Närmaste större samhälle är Quintanar de la Orden, 15,4 km öster om Villa de Don Fadrique. Trakten runt Villa de Don Fadrique består till största delen av jordbruksmark.